# Беро, Лоран
Лоран Беро (5 марта 1702 или 1703, Лион — 26 июня 1777, там же) — французский иезуит, астроном, математик и физик.

## Биография
Лоран Беро родился в семье сборщика налогов. Вступив в орден иезуитов, он был попеременно профессором философии и математики в Вене и Авиньоне, Ахене и Люне, а в 1740 году был назначен директором обсерватории в родном городе и профессором математики в местном колледже. Жозеф Лаланд был его учеником; среди других его учеников — Жан Этьен Монтюкла и Шарль Боссю. Интересные наблюдения его над испарением жидкостей, светом, вращением Земли, наклонением её оси, кальцинацией, громом, изучением электричества и магнетизма и прочим послужили поводом к избранию его в члены Лионской академии и члены-корреспонденты Академии наук. 
6 мая 1753 года он наблюдал переход Меркурия через солнечный диск, и вычисления его были почти сходны с результатами, полученными Лаландом. Был похоронен в приходе Сен-Низье.
Большинство его сочинений были напечатаны в изданиях Парижской и Лионской академий, и многие из них получили премии. Главные работы: «Dissertation sur le rapport entre la cause des effets de l’aimant et celle des phénomènes du tonnere et de l'électricité» (Бордо, 1748); «Les animaux et les métaux, ne deviennent-ils électriqus que par communication?» (1749); «La Lune a-t-elle quelque influence sur la végétation et sur l'économie animale» (1760).